# Turdinus
Turdinus és un gènere d'ocells de la família dels pel·lorneids (Pellorneidae).

## Taxonomia
Segons la classificació del Congrés Ornitològic Internacional (versió 11.1, 2021) aquest gènere està format per tres espècies:
- Turdinus macrodactylus - turdina cellablava.
- Turdinus marmoratus - turdina escatosa.
- Turdinus atrigularis - turdina gorjanegra.